# أشراف جيهان
أشراف جيهان (بالإنجليزية: Ashraf Jehan)‏ هي قاضية باكستانية، ولدت في 9 فبراير 1957.